# وارن لو
وارن لو (انگلیسی: Warren Low; ۱۲ اوت ۱۹۰۵ – ۲۷ ژوئیهٔ ۱۹۸۹) تدوین‌گر اهل ایالات متحده آمریکا بود.

## فیلم‌شناسی[۱]
- 1971 Willard به‌عنوان سرپرست تدوین
- ۱۹۶۹ شجاعت واقعی به‌عنوان تدوین‌گر
- 1968 Will Penny به‌عنوان تدوین‌گر
- 1968 5 Card Stud به‌عنوان تدوین‌گر
- 1967 Waterhole No. ۳ به‌عنوان تدوین‌گر
- 1966 Paradise, Hawaiian Style به‌عنوان تدوین‌گر
- ۱۹۶۵ بوئینگ بوئینگ به‌عنوان تدوین‌گر
- ۱۹۶۵ پسران کیتی الدر به‌عنوان تدوین‌گر
- 1963 Wives and Lovers به‌عنوان تدوین‌گر
- 1962 A Girl Named Tamiko به‌عنوان تدوین‌گر
- ۱۹۶۱ تابستان و دود به‌عنوان تدوین‌گر
- 1958 King Creole به‌عنوان تدوین‌گر
- ۱۹۵۷ جدال در اوکی کرال به‌عنوان سرپرست تدوین
- ۱۹۵۶ بدذات به‌عنوان تدوین‌گر
- ۱۹۵۵ خالکوبی رز به‌عنوان سرپرست تدوین
- 1953 Scared Stiff به‌عنوان تدوین‌گر
- 1952 Red Mountain به‌عنوان تدوین‌گر
- ۱۹۵۲ برگرد، شبای کوچک به‌عنوان سرپرست تدوین
- 1950 September Affair به‌عنوان سرپرست تدوین
- 1950 Dark City به‌عنوان تدوین‌گر
- 1949 Rope of Sand به‌عنوان تدوین‌گر
- ۱۹۴۹ متأسفم، شماره اشتباه است به‌عنوان تدوین‌گر
- 1946 We are Not Alone به‌عنوان تدوین‌گر
- 1944 The Adventures of Mark Twain به‌عنوان تدوین‌گر
- ۱۹۴۳ پرنسس اوروک به‌عنوان تدوین‌گر
- 1942 The Gay Sisters به‌عنوان تدوین‌گر
- 1942 Juke Girl به‌عنوان تدوین‌گر
- ۱۹۴۲ حالا، مسافر به‌عنوان تدوین‌گر
- ۱۹۴۱ یک پا در بهشت به‌عنوان تدوین‌گر
- 1941 Shining Victory به‌عنوان تدوین‌گر
- 1941 Out of the Fog به‌عنوان تدوین‌گر
- 1940 Dr. Ehrlich's Magic Bullet به‌عنوان تدوین‌گر
- 1940 A Dispatch from Reuter's به‌عنوان تدوین‌گر
- ۱۹۴۰ همه اینها به‌اضافه بهشت به‌عنوان تدوین‌گر
- ۱۹۴۰ نامه به‌عنوان تدوین‌گر
- ۱۹۳۹ خوارز به‌عنوان تدوین‌گر
- 1939 Dust Be My Destiny به‌عنوان تدوین‌گر
- ۱۹۳۸ جزبل به‌عنوان تدوین‌گر
- 1938 The Amazing Dr. Clitterhouse به‌عنوان تدوین‌گر
- ۱۹۳۸ خواهران به‌عنوان تدوین‌گر
- 1938 The Kid Comes Back به‌عنوان تدوین‌گر
- ۱۹۳۷ زندگی امیل زولا به‌عنوان تدوین‌گر
- 1937 Marry the Girl به‌عنوان تدوین‌گر
- ۱۹۳۷ گریک بزرگ به‌عنوان تدوین‌گر
- 1937 The Great O'Malley به‌عنوان تدوین‌گر
- ۱۹۳۶ فرشته سپید به‌عنوان تدوین‌گر
- ۱۹۳۶ جزیره خشم به‌عنوان تدوین‌گر
- 1936 Satan Met a Lady به‌عنوان تدوین‌گر